# حاملات الطيب
حاملات الطيب هما؛

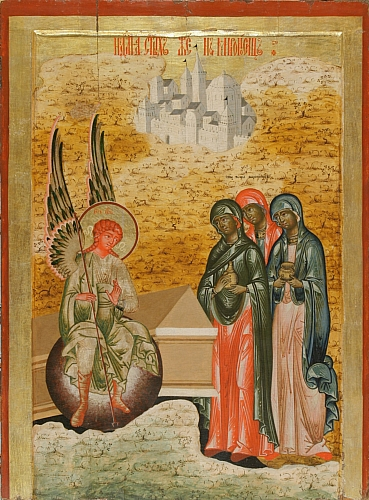
حاملات الطيب، أيقونة بيزنطية

1. مريم المجدليّة: هي التي طرد منها الرّبّ يسوع سبعة شياطين. بعد قيامة المسيح من الموت، ذهبت إلى مدينة روما عاصمة الإمبراطورية الرومانية وقابلت الأمبراطور طيباريوس وأخبرته بمحاكمة يسوع، وكانت تحمل في يدها بيضة بيضاء اللون. وصرخت أمامه وأمام كل الحاضرين:«ولكنّه قام من بين الأموات»، فما كان منه ومن الحاضرين أنهم ضحكوا وسخروا منها. وأتبع الأمبراطور قائلا: يا امرأة، لا أحد يقوم من بين الأموات. فتابعة قائلة:«المسيح قام وأنا أريته، كلّمني وأنا كلّمته». عندها قال لها:«إن أصبحت هذه البيضة التي تحملينها في يدك حمارء يكون مسيحك هذا التي تتكلمين عنه قد قام»، وأشار بيده لكي يُصرفوها إذ إعتبرها مجنونة. عندها ويا للقدرة الإلهية، وأمام أعين الجميع تحولت البيضة في يدها إلى بيضة حمراء اللون. فإنذهل الجميع من ما حدث ولكن الشيطان أعمى قل وبهم فأتهموا عملها بالسحر والشعوذة. عندها خرجت مريم تسبح الله وتبشّر المسكونة بقيامة الرّبّ. وٕانتهى الأمر بها في أفسس حيث رقدت هناك بالرّبّ ودفنها القدّيس يوحناو الإنجيلي الملقّب الاهوتي.
2. سالومة: هي زوجة زبدى وأم يوحنا اللاهوتي والرسول يعقوب.
3. حنّة: هي إمأرة شوذا الذي كان مدبّر منزل الملك هيرودوس أنتيباس.
4. مريم ومرتا: هما أخوات لعازر الذي أقامه الرّبّ يسوع من بين الأموات بعد أربعة أيام.
5. مريم: هي زوجة كليوبا.
6. سوازنا: المعروفة بسوسنة.

ونساء أخريات غير معروفين بالأسماء ولكن هذا يشير على جماعة كبيرة من النساء كن يلتفّن حول مريم العذراء.